# Bearboz
Dominique Meyer alias Bearboz est un scénariste français de bande dessinée.

## Biographie
Bearboz est né à Guebwiller en 1970[réf. nécessaire]. Il est formé à l'école des arts décoratifs de Strasbourg dans la classe d’illustration de Claude Lapointe d'où il sort en 1995. Il refuse le qualificatif de bédéiste et se présente comme dessinateur, auteur et scénariste. 
Il a depuis travaillé pour la presse, comme Spirou, Fluide glacial, L'Alsace, et Rue 89 où il fait entre autres du reportage dessiné, de la caricature, etc.. Il a régulièrement travaillé dans les années 2000 pour Charlie hebdo, où il rencontre Charb. En 2015, Bearboz lui rend hommage ainsi qu'aux autres victimes de l'attentat contre Charlie Hebdo. En 2002-2005, Bearboz vit au Maroc, travaillant pour le périodique Tel Quel. 
Son travail relève de vrais engagements. Il dessine notamment sur la situation des réfugiés et migrants : en 2005, à Ceuta, en 2006, à Lampedusa et en 2008, aux Comores, publiés dans Charlie Hebdo. Il met aussi en images le récit d'un réfugié afghan en collaboration avec la journaliste Frédérique Meichler : Je peux écrire mon histoire : itinéraire d’un jeune Afghan, de Kaboul à Mulhouse. 
Outre son activité personnelle, Bearboz est également professeur de Bande Dessinée aux Ateliers beaux-arts de la ville de Paris. 
En mars 2024, Bearboz est lauréat du Grand Prix professionnel Trophée Presse Citron.

## Publications
- Abdulmalik Faizi, Frédérique Meichler et Bearboz, Je peux écrire mon histoire : itinéraire d’un jeune Afghan, de Kaboul à Mulhouse, Médiapop Editions, 2014
- 2016 : S'informer, décrypter, participer ! Guide pour s'orienter dans le brouillard de l'information, illustration de Bearboz, en collaboration avec Myriam Merlant et Claire Robert[7].
- Illustration pour Le Chat peintre, album jeunesse de Muriel Bloch et Christophe Merlin publié chez Élitchka[8].